# Perwy Pridnestrowski
Perwy Pridnestrowski (russisch Первый Приднестровский; ehemals TV PMR) ist ein staatlicher Fernsehsender in dem international nicht anerkannten und völkerrechtlich zur Republik Moldau gehörenden De-facto-Regime Transnistrien. Er wird rund um die Uhr ausgestrahlt und kann auch in anderen angrenzenden moldauischen Landesteilen und in Grenzregionen der Ukraine empfangen werden. Gesendet wird überwiegend auf Russisch, es gibt jedoch auch Programme auf Moldauisch (Rumänisch) und Ukrainisch. Der Sender hat über 150 Mitarbeiter und ging am 9. August 1992 erstmals auf Sendung.
Ende 2012 wurde die staatliche Radiogesellschaft (mit Radio PMR) mit der staatlichen Fernsehanstalt (mit TV PMR) verschmolzen. Parallel dazu wurde der Fernsehkanal in „Perwy Pridnestrowski“ umbenannt, in Anlehnung an den russischen Fernsehsender Perwy kanal.